# Cartoon Network (Australia y Nueva Zelanda)
Cartoon Network fue un canal de televisión por suscripción australiano operado por Warner Bros. Discovery Asia-Pacific, que transmite principalmente series animadas.
Ha cerrado en Australia el 14 de mayo de 2025, debido a que no se renovó un contrato para continuar sus emisiones, dando fin a una era de más de casi 30 años de emisión en Australia, sin embargo, continuará en Nueva Zelanda, sin ningún problema alguno.

## Historia
Cartoon Network comenzó su emisión en Australia en 1995 compartiendo espacio de programación (timesharing en inglés) con TCM como parte de la oferta de canales inicial de la recién lanzada cableoperadora Foxtel. El canal emitía desde las 6:00 a. m. hasta las 9:00 p. m., con TCM (anteriormente TNT) ocupando el horario restande. El 1 de julio de 2001, Cartoon Network se convirtió en un canal aparte de 24 horas, con señales regionales exclusivas para las grandes ciudades australianas como Sídney, Melbourne, Brisbane, Perth, Adelaida, Newcastle y Darwin. La programación del canal consistía exclusivamente de caricaturas de Hanna-Barbera como El Oso Yogi, Don Gato y su pandilla, Los Picapiedra, etc. Sin embargo, Cartoon Network comenzó a desarrollar su programación en adelante y agrega caricaturas de MGM (Tom y Jerry, Droopy y Spike y Tyke) a su grilla el 1 de enero de 1996 y, un año después, añade además dibujos animados de Warner Bros (los Looney Tunes y series derivadas) el 1 de enero de 1997. A mediados de este último año, el canal comenzó a emitir sus primeros programas de producción propia como Space Ghost: Coast to Coast, El laboratorio de Dexter y El Show de Moxy aunque, de estos tres, El show de Moxy fue cancelado al poco tiempo.
El 22 de agosto de 1999, Cartoon Network estrenó un nuevo paquete gráfico con la adición de nuevos bumpers, nuevas series y el comienzo de la nueva era 'Powerhouse'.
En abril de 2004, el canal fue añadido a la oferta de canales de la proveedora de televisión TransTV. Hasta mediados de 2004, Cartoon Network era considerado el canal familiar más popular de Australia, junto con Disney Channel. En 2004, debido al lanzamiento de Boomerang, canal derivado que transmitía caricaturas antiguas, Cartoon Network sufrió de una baja considerable de su audiencia ya que el público fanático de estas caricaturas pasaron al nuevo canal. Como resultado, Cartoon Network descendió al segundo lugar en los canales australianos de tinte familiar por detrás de Disney Channel.
El 31 de diciembre de 2007, el bloque de programación Adult Swim dejó de emitirse por Cartoon Network. No obstante, fue relanzado como un bloque dentro del canal The Comedy Channel, con series como Robot Chicken y Harvey Birdman, Attorney at Law.
En agosto de 2012, Cartoon Network nuevamente se convirtió en el canal de televisión infantil más visto en la televisión de pago australiana (empatando con Disney Channel) y el undécimo canal de pago más visto en general.
En 2017, el canal anunció un acuerdo exclusivo de video bajo demanda con la plataforma de internet Stan, dentro del cual se estrenarían en la plataforma episodios de algunas series del canal como Adventure Time  y The Powerpuff Girls se estrenasen al mismo tiempo que en Cartoon Network.
El 22 de abril de 2021, Cartoon Network salió de la oferta de canales de Fetch TV, junto con su canal hermano Boomerang.
El 8 de enero de 2022, el canal cambió su nombre a Redraw Your World con nuevos gráficos y un nuevo tipo de letra.
Desapareció en Australia junto a Boomerang el 14 de mayo de 2025, debido a que no se renovó un contrato para continuar sus emisiones, dando fin a una era de más de casi 30 años de emisión en Australia, sin embargo, continuará en Nueva Zelanda, sin ningún problema alguno.

## Logos

Primer logo usado desde el 3 de octubre de 1995 al 9 de agosto de 2005..
Segundo logo utilizado desde el 9 de agosto de 2005 hasta el 8 de octubre de 2011.
Tercer y actual logo utilizado desde el 8 de octubre de 2011 hasta el 14 de mayo de 2025.
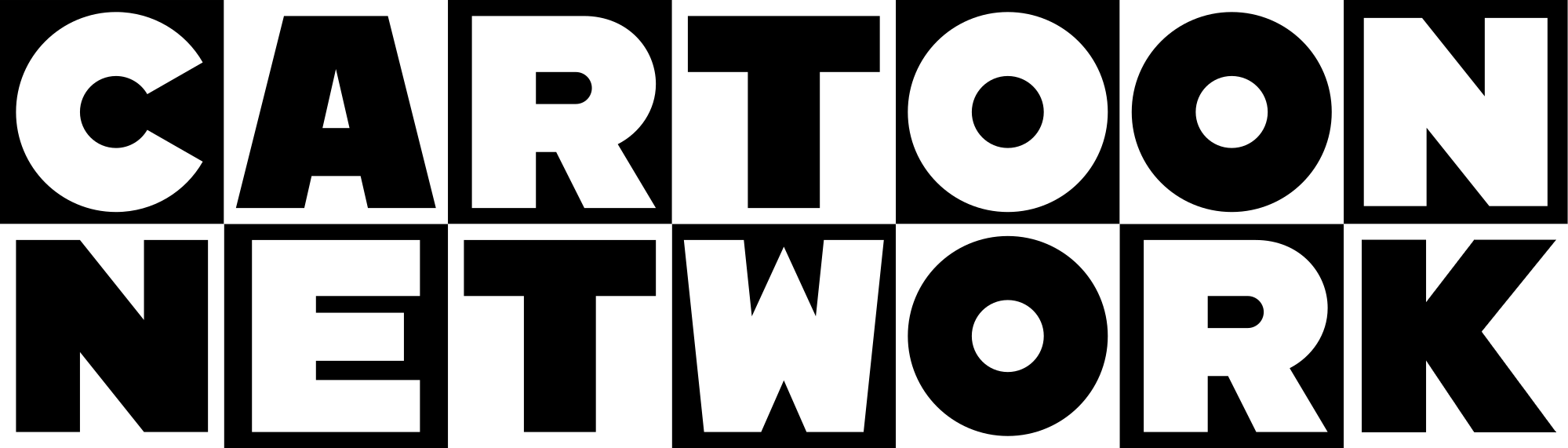
Variación del actual logo original del 1 de octubre de 2011.